# Alin Potok
Alin Potok (izvirno srbsko Алин Поток) je naselje v Srbiji, ki upravno spada pod Občino Čajetina; slednja pa je del Zlatiborskega upravnega okraja.

## Demografija
V naselju živi 220 polnoletnih prebivalcev, pri čemer je njihova povprečna starost 51,5 let (49,4 pri moških in 53,6 pri ženskah). Naselje ima 92 gospodinjstev, pri čemer je povprečno število članov na gospodinjstvo 2,65.
To naselje je popolnoma srbsko (glede na rezultate popisa iz leta 2002), v času zadnjih treh popisov pa je opazno zmanjšanje števila prebivalcev.
|  |

| Demografija | Demografija     | Demografija     |
| Leto        | Št. prebivalcev | Št. prebivalcev |
| ----------- | --------------- | --------------- |
|             |                 |                 |
|             |                 |                 |
|             |                 |                 |
|             |                 |                 |
| 1948        | 683             |                 |
| 1953        | 712             |                 |
| 1961        | 701             |                 |
| 1971        | 527             |                 |
| 1981        | 440             |                 |
| 1991        | 327             | 326             |
| 2002        | 245             | 244             |
|             |                 |                 |

| Etnična sestava po popisu iz leta 2002 | Etnična sestava po popisu iz leta 2002 | Etnična sestava po popisu iz leta 2002 | Etnična sestava po popisu iz leta 2002 | Etnična sestava po popisu iz leta 2002 |
| -------------------------------------- | -------------------------------------- | -------------------------------------- | -------------------------------------- | -------------------------------------- |
| Srbi                                   | Srbi                                   |                                        | 244                                    | 100,0%                                 |
| Neznano                                | Neznano                                |                                        | 0                                      | 0,0%                                   |